# عمارة لخوص
عمارة لخوص (مواليد الجزائر العاصمة، 1970) هو كاتب وصحفي وعالم أنثروبولوجيا إيطالي من أصل جزائري. يعيش في نيويورك.

## النشأة
ولد لخوص عام 1970 في الجزائر العاصمة، في عائلة أمازيغية تضم تسعة أشقاء. تخرج بدرجة في الفلسفة من جامعة الجزائر. كما حصل على إجازة في الأنثروبولوجيا الثقافية من جامعة لا سابينزا في روما مع أطروحة عن الجيل الثاني من المهاجرين العرب المسلمين في إيطاليا.

## الحياة المهنية
ألف لخوص كتابه الأول بعنوان البق والقراصنة عام 1993. وقد كتب باللهجة الجزائرية ونُشر بنص ثنائي اللغة عربي إيطالي عام 1999.
في عام 1994، بدأ لخوص العمل كمراسل للإذاعة الوطنية الجزائرية. بعد ذلك بوقت قصير، غادر إلى إيطاليا بعد تهديدات بالقتل من الإسلاميين. منذ عام 1995، عمل في إيطاليا كوسيط ثقافي ومترجم ومترجم في مجال الهجرة. في عام 2001، كتب رواية أخرى باللغة العربية تستند إلى سنواته الأولى في روما، بعنوان كيف ترضع من الذئبة  دون أن تعضك. ثم أعاد كتابة الرواية باللغة الإيطالية، والذي نُشر تحت عنوان "صراع الحضارات فوق مصعد" في ساحة فيتوريو عام 2006، وحصل على إشادة من النقاد. تمت ترجمة الكتاب إلى الهولندية والإنجليزية والفرنسية وتم تحويله إلى فيلم عام 2008.
بين عامي 2003 و2006، كان صحفيًا في وكالة أنباء Adnkronos International ومقرها في روما. لخوص هو محرر بصمة جديدة، Shark / Gharb، التي تنشر ترجمات عربية للأعمال الأوروبية المعاصرة.

## أعمال مختارة
- البق والقرصان. روما: أرلم. 1999. ص. 138. ردمك 978-88-86690-23-2.
- كيف ترضع من الذئبة  دون أن تعضك. الجزائر: الاختلاف. 2003.
- صراع الحضارات لمصعد في ساحة فيتوريو. روما: طبعات و/ أو. 2006. ص. 189. ردمك 978-88-7641-716-0. (صراع الحضارات فوق مصعد في ساحة فيتوريو، ترجمة آن غولدشتاين، إصدارات أوروبا، 2008، ISBN 978-1933372617)
- الطلاق للإسلام في فيالي ماركوني. روما: طبعات و/ أو. 2010. ص. 192. ردمك 978-88-7641-929-4. (أسلوب الطلاق الإسلامي، ترجمة آن غولدشتاين، إصدارات أوروبا، 2012، ISBN 978-1609450663)
- القليل من القراصنة. روما: طبعات و/ أو. 2011. ص. 176. ردمك 978-88-6632-012-8.
- فتنة الخنزير الصغير في سان سالفاريو. روما: طبعات و/ أو. 2013. ص. 160. ردمك 978-88-6632-338-9. (نزاع حول خنزير صغير إيطالي للغاية، ترجمة آن غولدشتاين، إصدارات أوروبا، 2014، ISBN 978-1609451882)
- غجر عذراء فيا أورميا. طبعات و/ أو روما. 2014. ص. 160. ردمك 978-88-6632-521-5. (The Prank of the Good Little Virgin of Via Ormea، ترجمة أنتوني شوغار، 2016، إصدارات أوروبا، ISBN 978-1609453091)
- في السعي للكتابة بلغة ثالثة. تحلم Amara Lakhous بالجبن الأخضر وتولد من جديد في مدينة نيويورك. 4 مايو 2016. "المحور الأدبي".[5]
- طير الليل (رواية)، 2020.[6]

## التشريف
- في عام 2006، فاز Lakhous بجائزة Flaiano بالإضافة إلى جائزة Racalmere-Leonardo Sciascia لصراع الحضارات على مصعد في ساحة فيتوريو.
- حصل على جائزة Prix des Libraires Algériens عام 2008.[2]